# Wojciech Kaczmarczyk
Wojciech Kaczmarczyk (ur. 7 października 1965 w Kielcach) – polski urzędnik, nauczyciel akademicki, badacz trzeciego sektora, w 2016 sekretarz stanu w Kancelarii Premiera oraz pełnomocnik rządu ds. społeczeństwa obywatelskiego i równego traktowania w rządzie Beaty Szydło.

## Życiorys
Ukończył studia na kierunku elektrotechnika na Politechnice Świętokrzyskiej. W latach 1999–2011 był wykładowcą, prorektorem i uczelnianym koordynatorem programu Erasmus w Wyższej Szkole Administracji Publicznej w Kielcach.
Zajmował się badaniem trzeciego sektora w Polsce. W ciągu ponad 20 lat swojej działalności współpracował m.in. z Fundacją im. Stefana Batorego, Fundacją Rozwoju Demokracji Lokalnej, Fundacją Centrum Rozwiązywania Sporów i Konfliktów przy Wydziale Prawa i Administracji Uniwersytetu Warszawskiego, Instytutem Filozofii i Socjologii Polskiej Akademii Nauk, Stowarzyszeniem na Rzecz Forum Inicjatyw Pozarządowych oraz Akademią Leona Koźmińskiego w Warszawie.
Jako ekspert Komisji Europejskiej oceniał projekty w programach edukacyjnych i obywatelskich. Był również ekspertem Funduszu Stypendialnego i Szkoleniowego oraz w Programie Obywatele dla Demokracji w ramach Mechanizmu Finansowego Europejskiego Obszaru Gospodarczego i Norweskiego Mechanizmu Finansowego w latach 2009–2015, a także w Programie Fundusz Inicjatyw Obywatelskich w latach 2012–2015. Pracował również jako Program Officer w Fundacji Rozwoju Systemu Edukacji. Był autorem esejów socjoekonomicznych w miesięczniku „Twórczość”.
W 2013 wszedł w skład zespołu ekspertów utworzonego przez prof. Piotra Glińskiego, ówczesnego kandydata Prawa i Sprawiedliwości na premiera „rządu technicznego”. Rok później został członkiem rady programowej PiS. W ramach tego gremium współtworzył program reformy systemu wspierania przez państwo społeczeństwa obywatelskiego. Zaangażował się także w działalność kierowanego przez Piotra Glińskiego stowarzyszenia „Program dla Polski”.
8 stycznia 2016 został powołany na pełnomocnika rządu ds. społeczeństwa obywatelskiego i pełnomocnika rządu ds. równego traktowania w randze sekretarza stanu w Kancelarii Prezesa Rady Ministrów. W okresie sprawowania tych funkcji podpisał w imieniu polskiego rządu Konkluzje Rady Unii Europejskiej EPSCO w sprawie równouprawnienia osób LGBTI, co stało się powodem jego krytyki ze strony części środowisk prawicowych i katolickich. Jego wystąpienie podczas Kongresu Kobiet, w którym stwierdził m.in., że kobiety same tworzą szklany sufit wzbudziło natomiast krytykę środowisk feministycznych. Został odwołany ze stanowisk rządowych przez premier Beatę Szydło 28 września 2016. Objął następnie stanowisko dyrektora nowo utworzonego Departamentu Rozwoju Społeczeństwa Obywatelskiego w KPRM.
W latach 2017–2024 sprawował urzędy: dyrektora Narodowego Instytutu Wolności – Centrum Rozwoju Społeczeństwa Obywatelskiego, sekretarza Komitetu do spraw Pożytku Publicznego oraz członka Rady Działalności Pożytku Publicznego ze strony rządowej (od 2020 pełnił funkcję współprzewodniczącego RDPP). Był współtwórcą 9 rządowych programów i rozwiązań legislacyjnych dla wsparcia rozwoju sektora obywatelskiego w Polsce. Został powołany w skład Kapituły Nagrody Prezydenta RP „Dla Dobra Wspólnego”. Był również członkiem rady Polsko-Niemieckiej Współpracy Młodzieży oraz rady Fundacji Rozwoju Systemu Edukacji.
W 2023 został uhonorowany przez działaczy i wolontariuszy związanych ze środowiskiem Fundacji Będziem Polakami tytułem „Ambasador Dobra”.